# Абдуллах аль-Каим Биамриллах
Абу Джафар Абдулла́х ибн Ахмад аль-Ка́им Биамрилла́х (араб. أبو جعفر عبد الله القائم بأمر الله‎; 1001—2 апреля 1075) — халиф из династии Аббасидов, правивший с 1031 по 1075 год. При нём фактическая власть в Халифате перешла от Буидов к Сельджукам.

## Биография
Абдуллах ибн Ахмад аль-Каим родился в 1001 году. Его отцом был халиф аль-Кадир, матерью — армянка Катруннеда. Он стал халифом в 1031 г. по завещанию своего отца. Он был справедливым, набожным человеком, много времени уделял занятиям литературой. Во время его правления власть Буидов ослабела и они оказались вовлечены в междоусобицы. В это смутное время объявился некий Абуль Харис Арслан аль-Бесарири, который намеревался свергнуть халифа и положить конец Халифату. Халиф попросил от него помощи у султана турок-огузов Тогрул-бека, который в это время находился в Рее. В ответ на эту просьбу Тогрул-бек прибыл в Багдаду, а аль-Бесарири бежал в Египет к фатимидскому халифу аль-Мустансиру.
Затем буидскому наместнику Багдада удалось испортить отношения сельджукского султана Тогрул-бека с его сводным братом Ибрахимом Иналом. Воспользовавшись конфликтом, аль-Бесарири при поддержке египетских войск сумел войти в Багдад. Во всех мечетях Багдада пятничные проповеди (хутба) начались с упоминания имени фатимидского халифа. Исключение составила мечеть, которая находилась под непосредственным контролем аббасидских халифов. Затем аль-Бесарири пленил халифа аль-Каима и бросил в темницу в городе Хадисет аль-Ана. Был убит визирь Абу Маслама, который активно выступал против Фатимидов и Буидов. Будучи в плену, халиф аль-Каим записал свою известную мольбу к Аллаху, в которой он молил Его о помощи против аль-Бесарири. Эта записка была передана мекканцам, которые повесили её на стены Каабы.
Тем временем Тогрул-бек одержал победу над Ибрахимом Иналом и двинулся на Багдад. Он овладел городом, положив конец тирании мятежника. Аль-Бесарири, который не сумел продержаться у власти больше года, был захвачен и казнён. Тогрул-бек освободил и вернул в Багдад халифа аль-Каима, который простил всех своих мучителей и стал проводить много времени в молитве и посте. В 1062 г. он выдал свою дочь замуж за Тогрул-бека, который взял под свой контроль Багдад, а затем уехал в Рей. Халиф аль-Каим умер в 1075 году.
Победа сельджуков дала возможность ортодоксальному суннизму потеснить шиитов и снова стать доминирующим течением в Халифате.
При сельджуках положение халифов сразу значительно улучшилось. Им оказывалось больше знаков внимания и предоставлялись средства на довольно представительную жизнь. По мере роста их благосостояния росло их политическое влияние в Халифате.